# Klingelfee

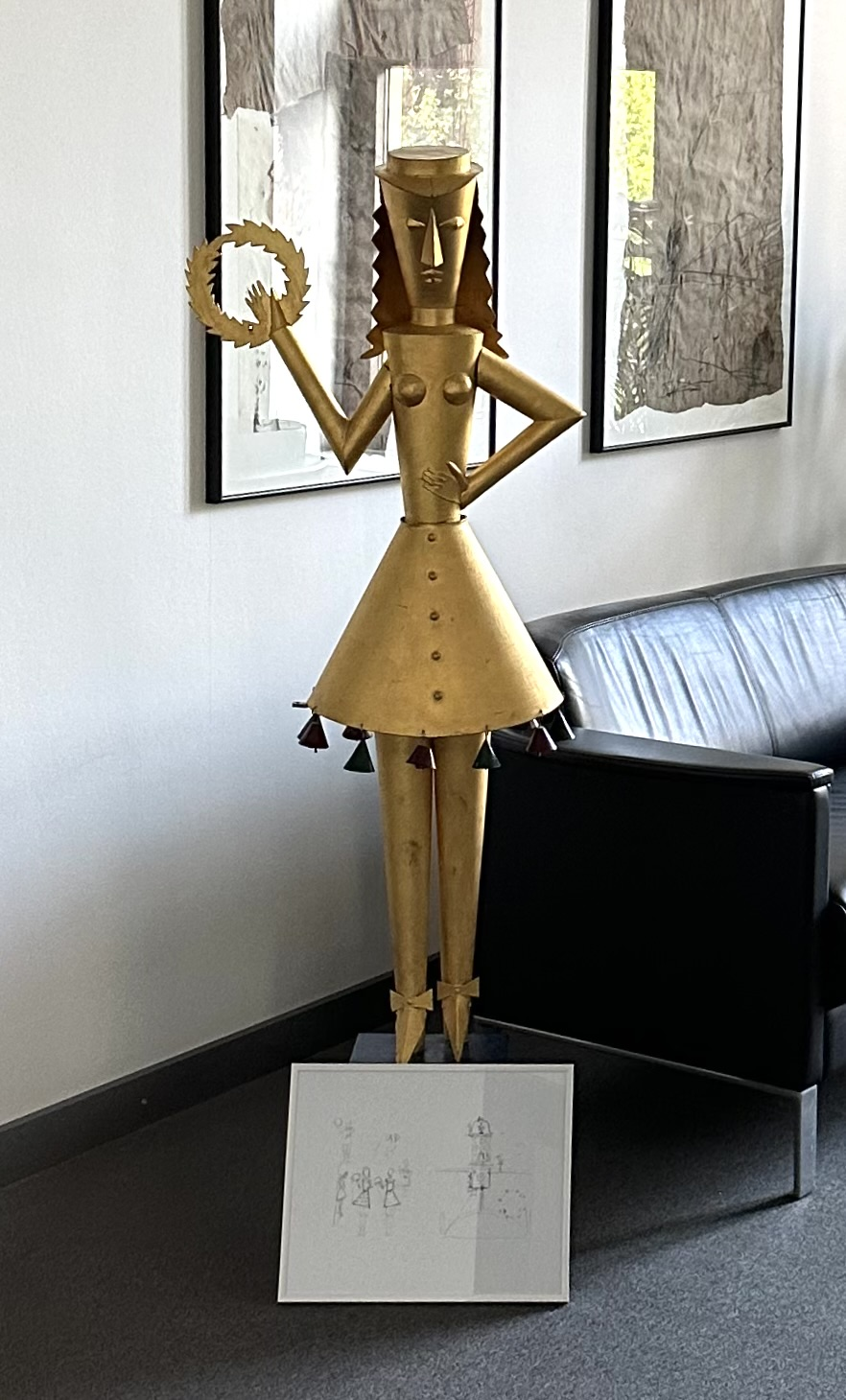
Klingelfee im Magdeburger Rathaus, 2023

Die Klingelfee ist eine von Heinrich Apel geschaffene Skulptur in Magdeburg in Sachsen-Anhalt.

## Standort
Die Figur befindet sich aktuell im Alten Rathaus Magdeburgs. Es ist jedoch eine Aufstellung der Figur bzw. einer Replik auf dem Dach des Rathauses geplant.

## Gestaltung
Die stilisierte, eine Frau darstellende Figur der Klingelfee ist etwa 1,50 Meter hoch und aus Kupferblech gefertigt. Sie trägt in ihrer erhobenen rechten Hand einen Ährenkranz, während sie die linke Hand an ihrer Hüfte stützt.

Wappen der Stadt Magdeburg

 Die Gestaltung lehnt sich damit an die Gestalt der Magdeburger Jungfrau an, die sich auf dem Wappen Magdeburgs befindet. Wie die Wappenfigur ist sie auch mit einem Rock bekleidet, wobei sich am Rocksaum der Klingelfee diverse kleine Glöckchen befinden. Die Klingelfee wirkt in ihrer stilisierten Erscheinung mit langem Haar, kurzem Rock und modisch wirkendem Hut und Schuhen jedoch modern und nicht als bloße Wiedergabe der Wappenfigur.

## Geschichte
Der Bildhauer Heinrich Apel schuf die Figur im Jahr 1974 im Zuge der zu diesem Zeitpunkt erfolgten Einrichtung eines Glockenspiels im Turm des Rathauses.

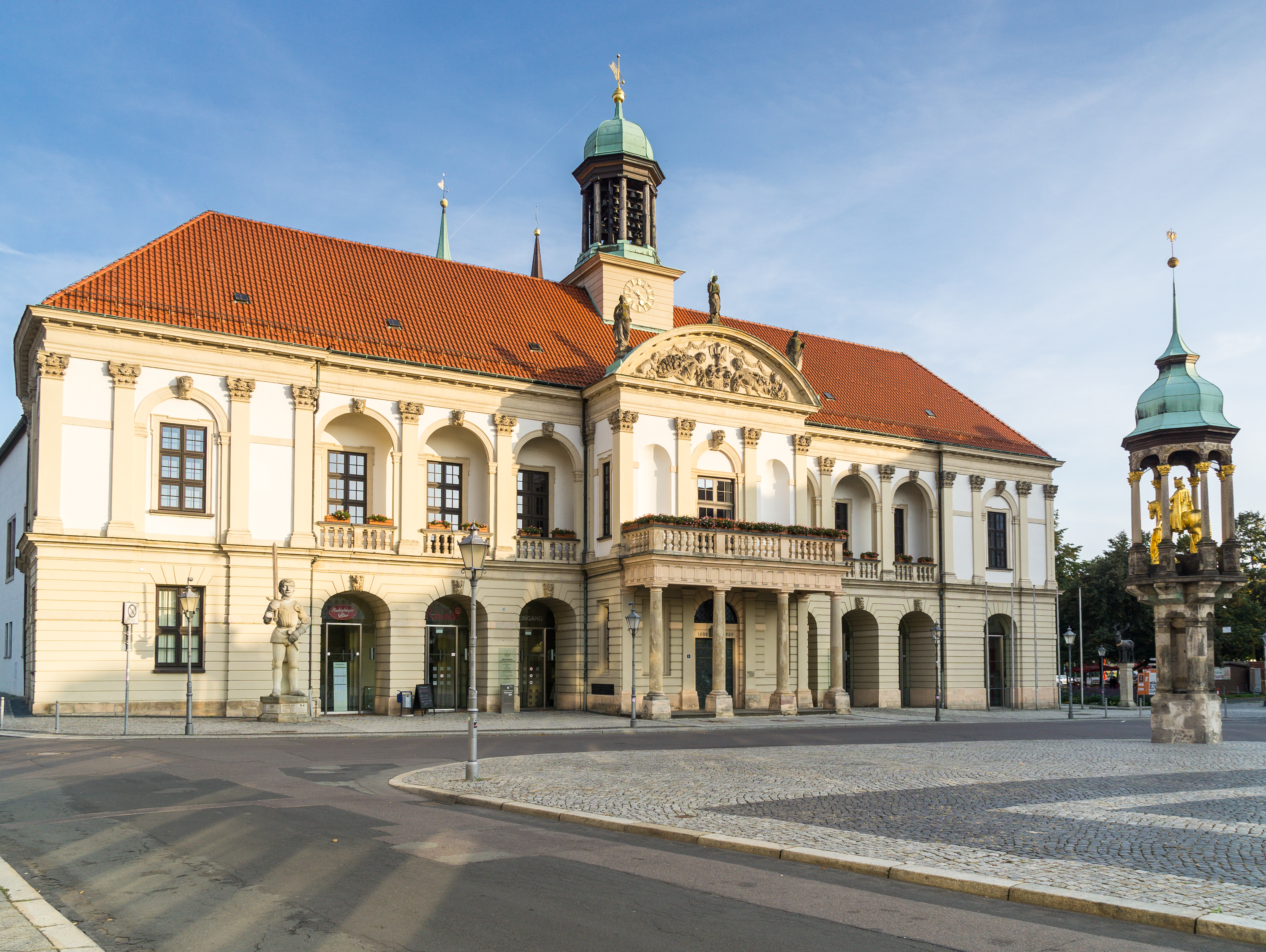
Magdeburger Rathaus im Jahr 2017, noch ohne Klingelfee

Nach den Vorstellungen Apels sollte die Klingelfee auf dem Dach des Rathauses installiert werden und mittels der Glöckchen dem Glockenspiel hinterher klimpern. Zu einer Aufstellung der Figur kam es jedoch nicht. Die Gründe hierfür sind nicht ganz klar. Neben technischen Gründen wird auch vermutet, dass die spielerische Ironie des Werks bei den Verantwortlichen in der DDR-Zeit auf Widerstände stieß bzw. sie als zu anstößig empfunden wurde. Die Figur verblieb im Atelier Apels. Nach seinem Tod im Jahr 2020 befand sich die Klingelfee dann im Eigentum der Erben Apels.
2020 fragte Stadtrat Olaf Meister in einer Anfrage im Magdeburger Stadtrat, ob eine Aufstellung der Klingelfee und damit Vollendung des Projekts möglich sei. Die Stadtverwaltung hielt das für möglich und sinnvoll. Mit Antrag vom 26. Mai 2021 beantragte die Ratsfraktion GRÜNE/future! die Aufstellung der Klingelfee nach vorheriger Klärung der offenen Fragen. Der Antrag wurde zunächst in Ausschüsse überwiesen. Die Stadtverwaltung empfahl die Aufstellung im Zuge der für 2023/2024 vorgesehenen Fassadensanierung des Rathauses. Die Erben Apels befürworteten die Installation. Der Kulturausschuss empfahl die Annahme des Antrags. Ein Änderungsantrag der Ratsfraktion FDP/Tierschutzpartei, der forderte das Projekt zunächst nicht weiter zu verfolgen und erst bei einer zukünftigen Neugestaltung des Alten Markts aufzugreifen, konnte sich in den Ausschüssen nicht durchsetzen und wurde später zurückgezogen. Am 11. Oktober 2021 beschloss der Stadtrat, gegen die Stimmen der AfD, die Aufstellung der Klingelfee.
Am 3. Juli 2023 wurde die Klingelfee an die Oberbürgermeisterin Simone Borris übergeben und befindet sich seit dem im Eingangsbereich zu den Diensträumen der Oberbürgermeisterin im Nordflügel des Rathauses. Zugleich wurde eine Skizze Apels veröffentlicht, auf der er fünf mögliche Standorte um bzw. im Glockenturm des Rathauses und denkbare Funktionsweisen der Figur skizzierte. Die Aufstellung der Klingelfee auf dem Rathausdach steht noch aus (Stand 2024). Es ist nun geplant im Jahr 2028 eine Kopie der Figur aufzustellen.

## Deutung
Im Ratsantrag und zuvor schon in der Anfrage, wird das Klimpern der Fee als Kommentierung des quasi offiziellen Glockenspiels gesehen. Sie stünde danach möglicherweise für die Gesamtheit der Bevölkerung Magdeburgs, die sich ihre eigenen Gedanken zum offiziellen Rathaus macht. Diese mögliche Deutung wird im Antrag als sympathisch und einer offenen und diskussionsfreudigen Stadtgesellschaft angemessen bezeichnet. Andere Annahmen sehen die Klingelfee schlicht als Darstellung der Wappenfigur des Magdeburger Stadtwappens.